# 카츠키 히로미
카츠키 히로미(일본어: 香月 弘美, 본명: 오가사와라 히로에(小笠原 弘恵), 1936년 8월 21일 ~ 1958년 4월 1일)는 다카라즈카 가극단 츠키구미 출신 다카라젠느 (여역ㆍ41기생). 가나가와현 후지사와시 카타세 출신. 공연 중, 무대 장치의 회전축에 끼어서 사고사로 사망.

## 약력 ㆍ 인물
쇼난시라유리가쿠엔 초등부, 중등부의 동급생에 중학교 졸업 후 바로, 다카라즈카 가극단에 들어간 마츠시마 미나코(40기생)의 영향으로, 쇼난시라유리가쿠엔고등학교를 중퇴하고 다카라즈카 음악학교에 입학.
애칭은 「히로에짱」. 초무대는 1954년 (쇼와 29년) 4월 「봄의 춤」. 다카라즈카 입단 당시 성적은 51명 중 17등.
1958년 (쇼와 33년) 4월 1일에 다카라즈카 대극장에서 행해진 공연에 출연 중, 착용한 의상인 드레스의 옷자락이 리프트(일본어 : 세리)의 구동부분에 끼어서 사망. 향년 23세 (만 21세)

## 사고의 세부 내용
1958년 4월 하나구미 공연 (3월 26일 - 4월 29일) 「봄의 춤, 꽃 안의 어린이들」 (타카기 시로 작ㆍ연출) 제12장 트럼프의 나라의 장면에서 사고가 일어났다. 연인인 하트6(남)과 하트7(여)가 트럼프의 나라의 왕과 왕비에게 노여움을 사고, 살인광선을 맞고, 리프트로 무대 아래로 내려가는 장면이었다. 하트7(여)를 연기하는 히나츠 유리가 감기로 휴연했기에, 3월 31일 낮공연부터 카츠키가 대역을 맡았다. 상대역으로는 하트6을 연기한 우연인지 쇼난시라유리가쿠엔 동급생인 마츠시마 미나코였다.
마츠시마의 이 사건의 회상에 따르면, 3월 31일 낮공연, 밤공연, 4월 1일 낮공연은 문제 없이 끝났다. 밤 공연 오후 6시 25분 경, 사고가 일어났다. 왕의 「버튼이야!(ボタンじゃ!」)の의 대사로 끼릭끼릭하는 소리가 나고, 동시에 연인 남녀가 관객을 향해 안고 고통스러워하는 표정으로 객석에서 가장 가까운 1번 리프트(세로 약 1m × 가로 약 3m)에 이동한다. 하트6(남)이 객석에서 향하여 왼쪽으로, 하트7(여)가 오른쪽이었다. 둘이 리프트에 올라타 동시에, 리프트가 하강하기 시작했다. 마츠시마(남역)의 의상은 몸에 딱 맞는 타이즈였고, 카츠키는 원형 스커트였다.
마츠시마는 트럼프의 나라의 장면이 끝난 후, 빨리 옷을 갈아입고 바로 다음 역으로 분장을 해야했다. 그 때문에,  모습이 객석에서 보이지 않게 되면, 바로 몸을 돌려, 상대역에게 「고마우이(オーキニ,칸사이 사투리.)」라고 말하고 등을 보이고, 리프트가 완전히 내려가는걸 기다리지 않고, 나락(奈落)에 뛰어내려서 빨리 갈아입으려고 대기실을 향해 달려갔다. 마츠시마는 이 날, 뒤어 내려서 세 발자국 뛰었을 때, 뒤에서 「그만!(ヤメテー)」라고 외침이 들림과 동시에 빠득빠득하는 소리, 무언가가 흩날리는 소리가 난 것을 들었다. 놀라서 뒤돌아보니, 밀랍으로 세공한 인형처럼 무표정인 카츠키의 얼굴, 의상 드레스의 붉은 원단이 리프트의 샤프트에 휘감겨 돌아가는 것이 보였다. 이 기간이 1초정도였다.
마츠시마의 의상의 등 부분에는, 핏방울이 튀어있었다. 카츠키의 의상 드레스는 옷자락을 넓히기 위해, 폭 2cm, 두께 1mm의 스틸 벨트가 허리에 감겨 있었고, 무릎, 옷자락의 3부분 각각 직경 60cm, 70cm, 1m의 원으로 된 것을 부착하고 있었다. 의상 드레스의 옷자락이 리프트의 샤프트에 말려드는 바람에, 리프트대의 와쿠의 철제 벨트와, 무대를 지탱하는 철제 앵글의 지주의 사이에 발이 끼어버린 채, 끌려 들어가서, 허리에 감겨있던 스틸 벨트가 카츠키의 허리를 졸라서, 신체가 정확히 2개로 절단되어서 즉사하였다. 그러나, 카츠키의 절단 부분은 의상 드레스에 덮어져있었기 때문에, 마츠시마는 카츠키가 사망한 것을 인식하지 못했다.
당황한 마츠시마는, 「멈춰, 멈춰 (トメテートメテー)」라고 고함을 치면서, 빨리 옷을 갈아입는 대기실로 달렸다. 다음 장면도 있었기에, 어찌됐건 의상을 입었지만, 그 때, 카츠키가 사망했다는 것을 듣고, 마츠시마는 그 후, 기억을 잃었다. 후에 마츠시마가 주변에 있던 사람에게 들은 바로는, 그 때, 그녀가 울면서 카츠키의 이름을 큰 목소리로 부르면서 「내가 대신해서 죽었으면 좋겠다」라고 소리를 지른다던가, 날뛰는 등, 반 미치광이였다고 한다. (일부에선 「마츠시마는 선혈에 물들면서 천천히 카츠키의 동체가 절단되어가는 상황을, 그저 잠자코 보고 있을 수 밖에 없었다.」라고 기술 되어있지만, 마츠시마의 회상에 의하면 사실이 아니다. 마츠시마의 회상에선 경찰이 작성한 그녀의 진술 조서가 전문 인용되어있고, 신빙성이 높다.).
의사의 사망 진단서에 의하면, 카츠키는 허리 부분이 절단되고, 오른쪽 발이 오그라지고, 왼쪽 발은 무릎 아래가 골절되어 있었지만, 상반신은 이상없었다.
다카라즈카시를 관할하는 효고노동국 니시노동기준감독서는 카츠키 히로미의 죽음을 산업 재해 사망으로 인정하고, 이하의 점을 다카라즈카 가극단에 경고, 시설을 개선할 때까지 안전한 대(大)리프트를 제외하고 6대의 리프트를 사용금지시켰다.
1. 리프트대의 주변에 노출이 되어있는 스크류 샤프트와 무대를 지탱하는 철제 앵글 등, 출연자가 말려들거나, 끼이거나 하지 않도록, 리프트의 기계장치와 리프트 사이를 단절하는 자바라식 안전장치를 붙인다.
2. 무대의상의 면에서도 사고의 직접적인 원인이 된 스틸 벨트는 금지하고, 대나무 수레처럼 걸려도 자를 수 있는 재질의 것으로 바꾼다.
3. 리프트대의 상승과 하강의 스피드를 줄인다.

현장 검증을 맡은 효고현경 다카라즈카 경찰서 서장은 「절대로 불가항력의 사고라고는 생각하지 않는다. 어딘가에 과실이 있었다고 생각한다.」고 말했고, 같은 경찰서 형사과장은,
1. 사고가 난 1번 리프트의 시작 동작을 조작했던 공연 계장은 업무에 있어 어느 정도 책임과 의무가 있는가 하는 점에서, 업무 과실 여부가 결정되는 것이니 지금으로서는 뭐라고 말할 수 없다.
2. 카츠키씨는 그 좁은 무대에서 옷자락 둘레 약 3m의 의상 드레스를 착용하고 있고, 게다가 직경 10cm의 굵은 스크류 샤프트가 드러난 채 상당한 스피드로 회전하고 있기 때문에, 누가 봐도 위험하다.
3. 저런 무대에서 사고가 일어나지 않는 것이 신기할 정도로, 무대 기구 상의 큰 실수라고 보여진다.

라고 신문기자에게 말하고, 업무상 과실치사상죄 등 형사책임을 다카라즈카 가극단ㆍ대극장 관계자에 추궁하는 자세를 보였다.
그러나, 그 후, 다라카라즈카 가극단ㆍ대극장 관계자가 카츠키의 사망의 형사책임의 추궁 여부에 대해 보도되지 않았다.

## 그 후
이 날의 공연은 사고가 난 시점부터 중지가 되었지만, 다음 날부터 공연이 재개되었다. 「봄의 춤, 꽃 안의 어린이들」 극 자체가 호평이었기 때문에, 다음 달에도 츠키구미에서 계속 상연되었다.
사고 당일의 공연에는 다카라즈카 음악학교 본과생이면서 무대실습으로 참가하고 있었던 사시 카오리는 약 40년 후에 저서 『虹色の記憶』에서 「(리프트가 여느때와 같이 내려갔다) 그 순간, 무대가 격렬하게 흔들리면서 「꺅!!(ギャーッ)」하는 엄청 큰 비명이, 마치 단말마의 비명이 우리들의 귀에 꽂혔었다.」고 회상하고 있다.
4월 3일, 하숙집에서 밀장, 11일 다카라즈카 음악학교 3층 강당에서 다카라즈카가극단장(葬)을 한 후, 카츠키 히로미의 화장된 유골은 본가에 보내졌다. 4월 15일에 도쿄도 메구로구에 있는 본가가 경영하는 공장 부지에서 장례식이 치러지고, 단원, 관계자 포함 약 380명이 참석했다고한다. 계명(戒名)은 香月院弘誓美恵大姉.  5월 20일에는, 다카라즈카 음악학교 교정에 위령비가 건립되었다. 카츠키 히로미가 안장되어 있는 곳은 도쿄 동악사(東岳寺)
요즘, 공식 다카라즈카 가극단 역사 상에선 말소되어있지만, 사시 카오리에 따르면, 구 다카라즈카 대극장이 존재했을 때에는, 매년 4월 1일에 구 다카라즈카 대극장 나락(奈落) 1번 리프트 밑에 헌화를 하는 것이 행해지고, 공연 중의 다카라즈카 가극단 단원(생도)들이 명복을 빌어주었다. 그러나 그 행사도 구 대극장이 해체됨과 동시에 행사도 중지가 되었다. 구 다카라즈카 대극장 해체를 앞둔  1992년 (헤이세이 4년) 9월 18일에 음악위령제가 행해졌으나, 이 행사는 758명의 고인이 된 다카라젠느, 가극단 관계자들을 추도하는 것이고, 카츠키 히로미를 주로 하는 행사가 아니었다.

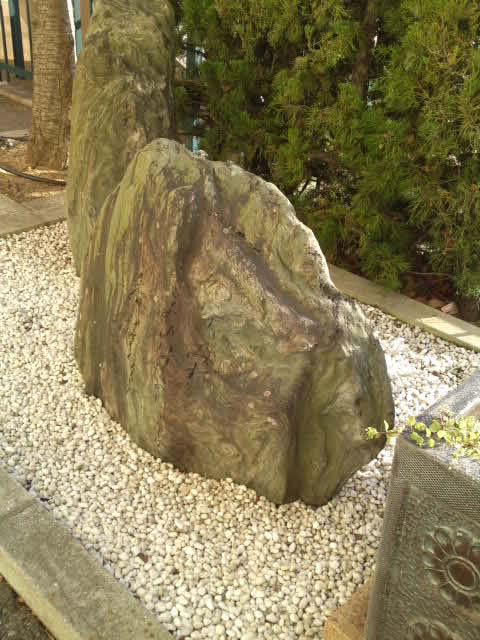
카츠키 히로미 위령비

다카라즈카 음악학교 구교사 부지 안에 있는 위령비는, 매년 4월 1일에 본과생이 헌화를 하고 있다. 음악학교 이전 후에도 유지에 의해 헌화를 하는 위령비는, 현재 무코가와 연안에 있는 다카라즈카 음악학교 주차장 안에 안치되어있다. 표면에 초서체로 각자된 금성문은,  「눈에 눈물, 오늘 밤에는 달이 없는 것을, 향기로운 벚꽃이, 엷게 깔려있다. 뱌쿠렌(白蓮)」라는 야나기와라 뱌쿠렌의 카츠키 히로미의 사망을 애도하는 애도가이다.뒷면은 해서체로 「쇼와 33년 4월 1일 대극장 무대 위에서 사망. 카츠미 히로미 향년 21세. 시공 모토후지 마사히로(本藤昌宏)」라고 성문이 각자되어있다. 다카라즈카 대교 (다카라즈카미나미구치역을 향해 오른쪽), 한큐전철 (한큐 이마즈선, 다카라즈카미나미구치를 향해서 왼쪽)에서도 위령비가 있는 곳을 확인할 수가 있다.